# Cámara de Comercio de España en Estados Unidos
La Cámara de Comercio de España en EE.UU. (en inglés, Spain-US Chamber of Commerce) es una institución no gubernamental fundada en 1959 en la ciudad de Nueva York que busca «impulsar las relaciones económicas entre los dos países» siendo «una de las organizaciones transatlánticas de negocios más importantes.»

## Descripción
Es una institución estadounidense, privada, independiente y sin ánimo de lucro creada con el objetivo de fomentar el comercio y la inversión entre ambos países, «representando los intereses de empresas que han establecido, o están interesadas en establecer relaciones comerciales y empresariales entre España y EE.UU.»
Es una de las dos cámara oficiales de España en aquél país y está así reconocida por el Ministerio de Economía y Competitividad. La otra tiene su sede en Miami.
En su tarea de «impulsar y reforzar las relaciones entre empresas» abarcan todo tipo de empresas, pequeñas, medianas y grandes, sin soslayar a otros emprendedores. Abarcan un amplio número de sectores de actividad (banca, derecho, aerolíneas, alimentación, etc). Actúa de facilitador de las relaciones «entre nuestros miembros y los integrantes de la comunidad empresarial España – EE.UU., las agencias gubernamentales, las asociaciones profesionales, las cámaras de comercio estadounidenses, y prominentes dignatarios.»